# Réserve naturelle de Nordre Øyeren
La réserve naturelle de Nordre Øyeren est une réserve naturelle norvégienne située sur les communes de Lillestrøm, Rælingen et Enebakk, comté de Akershus. La réserve naturelle est le plus grand delta du pays et comprend les lacs Svellet et la partie nord de Øyeren, ainsi que les zones autour du delta des rivières Glomma, Leira et Nitelvas. La réserve a le statut de site ramsar, en raison de son importance pour les oiseaux migrateurs.
La réserve a été créée le 5 décembre 1975 et a obtenu le statut ramsar en 1985,. La région a une certaine importance comme zone de nidification, mais elle est de la plus grande importance pour la vie des oiseaux car elle joue le rôle d'aire de repos au printemps au moment des migrations et de la période de reproduction.

## Paysage
La zone couvre 62,568 km2, dont 55,1 km2 d'eau, et 7 km2 d'îles. Au nord, la réserve est frontalière avec la réserve naturelle de Sørumsneset (1,1 km2).
Le delta se compose d'un certain nombre d'îles, de criques, canaux, chenaux, contre-courants et lagunes qui forment la base d'une variété d'habitats (biotopes) et une offre extrêmement variée de flore et de faune. Les îles se sont elles-mêmes étendues et ont été façonnées par les courants des rivières. Il y a été enregistré plus de 320 espèces différentes de plantes (dont une cinquantaine de plante aquatique), autour de 260 espèces d'oiseaux (dont plus de la moitié concernant les zones humides), ainsi qu'environ 25 espèces de poissons. 

## Faune
Il y a un total enregistré 269 espèces d'oiseaux dans la réserve. 
La dominante espèces d'oiseaux (les numéros entre parenthèses sont la moyenne d'oiseaux observés entre  1973 et 1997 : sarcelle d'hiver (7 608), mouette rieuse (4 000), canard colvert (2 900, de nidification et d'hivernage), goéland argenté (2 700), bergernnette printanière (2 500, couvertures), vanneaux (1 620, couvertures), cygne chanteur (1 578, hiver), canard siffleur (1 348), bernache du Canada (1 054, hiver), harle bièvre (970, couvertures), courlis cendré (620, couvertures), pluvier doré (533), bergeronnette grise (500, haies) et bruant des roseaux (500, haies).
On y trouve des espèces d'oiseaux qui sont sur le liste rouge de l'UICN et d'autres qui bien qu'en préoccupation mineure au niveau mondial sont sur la liste rouge norvégienne des espèces : des rapaces balbuzard pêcheur, busard saint martin et faucon hobereau. En outre, il y anseriformes tel que oie naine, oie des moissons, fuligule milouinan, macreuse noire, harelde kakawi, macreuse brune, canard pilet, canard souchet et harle piette, ainsi que des échassiers bécassine double, petit gravelot, râle d'eau, Marouette ponctuée, Pluvier grand-gravelot, Bécasseau variable et Chevalier gambette. D'autres espèces sur la liste qui sont dans la zone est Râle des genêts, Plongeon arctique, Plongeon catmarin et Guillemot de Troïl.
Pour le reste, on compte au moins 18 espèces de mammifères, ainsi que des amphibiens, dont la grenouille des champs, et des reptiles.  
Il y a environ 25 espèces de poissons au sein de la réserve naturelle de Nordre Øyeren. Certaines de ces espèces sont cependant détecté seulement de façon sporadique. Ces espèces sont: lamproie de Planer, la truite, lavaret, corégone blanc, l'ombre, l'éperlan, le brochet, le gardon, vandoise, chevesne, ide mélanote, aspe, ablette, brème bordelière, brème, vairon, carassin, anguille, épinoche, épinochette, lotte, grémille, perche, sandre et chabot. Øyeren est le seul endroit en Norvège, où l'aspe fraye.

## Disponibilité
Il y a deux tours d'observation pour ornithologique dans la région. L'un sur la Jørholmen et l'autre sur le Årnestangen.